# Dodonaea sinuolata
Dodonaea sinuolata är en kinesträdsväxtart. Dodonaea sinuolata ingår i släktet Dodonaea och familjen kinesträdsväxter.

## Underarter
Arten delas in i följande underarter:
- D. s. acrodentata
- D. s. sinuolata